# Коллард Юрій Жерардович
Коллард Юрій Жерардович (2 січня 1875, Морачів, Полтавська губернія — 3 січня 1951, Аугсбург, Німеччина) — український громадсько-політичний діяч, інженер, співзасновник Революційної української партії, міністр урядів Української Народної Республіки (УНР), письменник.

## Походження
Юрій Жерардович Коллард народився 2 січня 1875 року в місті Морачеві на Полтавщині.
Його батько Жерар Коллард був бельгійцем, який працював інженером-агрономом в Україні, де одружився з матір'ю Юрія, що походила з старого козацько-шляхетського роду.

## Освіта
Середню освіту здобув у Полтаві, де активно включається в український національних рух. Спілкувався з Симоном Петлюрою та з іншими політичними та громадськими діячами.
Навчався у Харківському Технологічному інституті.
Восени 1897 року, разом з Дмитром Антоновичем, Михайлом Русовим, Боніфатієм Камінським, Опанасом Андрієвським, Олександром Коваленком та іншими, стає співзасновником «Харківської Української студентської громади». Ця організація, на початку 1900 року, стала родоначальницею Революційної української партії, ідеологом якої був Микола Міхновський.
Ведучи активну політичну діяльність Коллард зумів закінчити інститут і одержати диплом інженера-технолога.

## Трудова діяльність
В 1903–1907 рр. — працював інженером у Харкові.
В 1907–1912 рр. — працював на будівництві транссибірської залізниці в Красноярську.
З 1912 до 1915 рр. — інженер кавказької залізниці в Катеринодарі на Кубані.
Під час Першої світової війни працював головним інженером-будівничим Мурманської залізниці. В 1916 році переведений на Західній фронт.

## Політична діяльність
З 1917 року належав до Української Партії Соціалістів-Самостійників (УПСС).
За часів Української Центральної Ради очолював управління залізниць на Поліссі.
За Гетьманату займав керівні посади в Залізничному відомстві.
В 1919–20 рр., за Директорії УНР, керівник міністерства шляхів. Згодом, разом з урядом УНР, переїхав до Відня.
В 1921–1926 роках переїхав до Чехословацької Республіки. Працював при Земському уряді на Закарпатті. Звільнений за політичними мотивами (як український націоналіст). Переїздить на Моравію, де працював у різних містах, аж поки в 1935 році не зупинився в Брні.

## В еміграції
На чехословацьких теренах громадської діяльності не полишає. Як один з керівників Союзу визволення України, стає співзасновником Легії українських націоналістів.
До 1939 року опікується місцевою Студентською Громадою в Брні та Українською Громадою, іншими суспільно-громадськими організаціями української еміґрації в Чехословаччині. Був заступником голови Центральної управи Української Громади в ЧСР.
На початку 1945 року, перед наступом більшовиків, виїхав з Чехословаччини до Німеччини.
Помер 3 січня 1951 року в Аугсбурзі.
Автор мемуарів «З юнацьких років» (1930), «Спогади з минулого» (1931) та ін.

## Вшанування пам'яті
У місті Харків вулицю Свірську перейменували на вулицю Юрія Колларда.